# Iulius Civilis

Die Rheingrenze des Römischen Reichs um das Jahr 70 n. Chr.

Iulius Civilis (* 25; † nach 70), mit vollständigem römischem Namen Gaius Iulius Civilis (falsch Claudius Civilis), führte im 1. Jahrhundert n. Chr. einen germanischen Aufstand gegen Rom an. Er stammte aus einem vornehmen batavischen Geschlecht und war Präfekt einer Auxiliarkohorte.

## Leben
Iulius Civilis entstammte einer adligen Familie der germanischen Bataver, die am nordwestlichen Niederrhein im Bereich der heutigen Betuwe in den Niederlanden siedelte und zunächst mit den Römern in Freundschaft lebte. Schon früh kam er in römische Dienste als Anführer batavischer Auxiliartruppen. Auch sein Bruder Claudius Paulus war in römischen Diensten, ebenso ein Neffe mit Namen Iulius Briganticus (der im Bataveraufstand allerdings eine Gegenposition zu Civilis einnahm). Civilis hatte im Kampf ein Auge eingebüßt; er war verheiratet und hatte (mindestens) einen Sohn – beide, Frau und Sohn, überstellte er während des Bataverkrieges als Geiseln nach Köln in die Stadt der Ubier.
Allerdings fielen Civilis und sein Bruder während der Regierungszeit des Kaisers Nero (54–68 n. Chr.) in Ungnade: Claudius Paulus wurde durch den römischen Heerführer Fonteius Capito hingerichtet, Civilis wurde in Ketten nach Rom gebracht. Nach dem Tode Neros wurde Civilis durch den Nachfolgekaiser Galba begnadigt und in Niedergermanien wieder als Kohortenführer eingesetzt.
Galba war der erste von drei weiteren Kaisern im Vierkaiserjahr, gefolgt von Otho, der nach kurzer Regierungszeit ermordet wurde und dem der niedergermanische Heerführer Vitellius als – vorübergehender – Kaiser folgte. Auch unter Vitellius wurde Civilis des Verrates beschuldigt, konnte aber fliehen. Insgeheim unterstützte Civilis anfangs die Absichten des späteren Kaisers Vespasian, als dessen „Freund“ er sich bezeichnete.
So war der Bataverführer von negativen persönlichen Erfahrungen im Römerheer vorgeprägt. Im Jahre 69 nutzte Civilis die fortdauernden Unruhen in Italien nach dem Tod Kaiser Neros und der anderen sich gegenseitig beseitigenden Kaiser für eine Erhebung der Germanenstämme am Rhein unter Führung der Bataver und mit Unterstützung rechtsrheinischer Germanen unter der Seherin Veleda.

## Bataveraufstand
Der Bataveraufstand hatte laut Tacitus das Ziel eines von Rom unabhängigen Gebietes im Norden Westeuropas. Die moderne Forschungsliteratur geht jedoch davon aus, dass Civilis zunächst für Vespasian in den Bürgerkrieg eingegriffen hat und erst später – die Gründe hierfür sind umstritten – gegen Roms Oberhoheit kämpfte.
Nach und nach schlossen sich weitere germanische Stämme – unter anderem Cananefaten, Brukterer, Tenkterer, Cugerner, zuletzt vorübergehend auch Ubier – Civilis Truppen an. Ebenso nahmen gallische Stämme an der Revolte an, so unter anderem die Treverer unter Iulius Classicus und die Lingonen unter Iulius Sabinus. Sogar einige römische Legionen traten zu Civilis über in der Annahme, dieser unterstütze Vespasian.
Civilis kämpfte inzwischen aber nicht mehr für Vespasian, sondern für eine Loslösung der Bataver von römischer Oberhoheit. Zwischenzeitlich nahmen Civilis’ Truppen unter anderem die Lager Vetera (bei Xanten), Novaesium (Neuß) und Bonna (Bonn) ein. Auch die Kämpfe bei Gelduba (Krefeld-Gellep) werden von Tacitus ausführlich geschildert.
Nach Ende der Wirren des Vierkaiserjahres brachte der neue Herrscher Vespasian durch seine Truppen unter dem General Quintus Petillius Cerialis die verlorenen Gebiete wieder nach und nach unter Kontrolle des Reiches. Zuerst gaben die gallischen Stämme den Kampf auf, auch die Ubier unterstellten sich wieder den Römern.
Civilis kapitulierte schließlich im Jahre 70. Die (unvollständig erhaltenen) Historiae des Tacitus schildern als letztes die „Kapitulationsrede“ des Civilis an der abgerissenen Brücke eines Flusses nahe der Aufspaltung des Rheins in Waal und Nederrijn.
Über das weitere Leben des Civilis ist nichts bekannt.

## Denkmäler
Eine Gedenktafel für ihn fand Aufnahme in die Walhalla bei Regensburg.